# Samuel Mohylewer

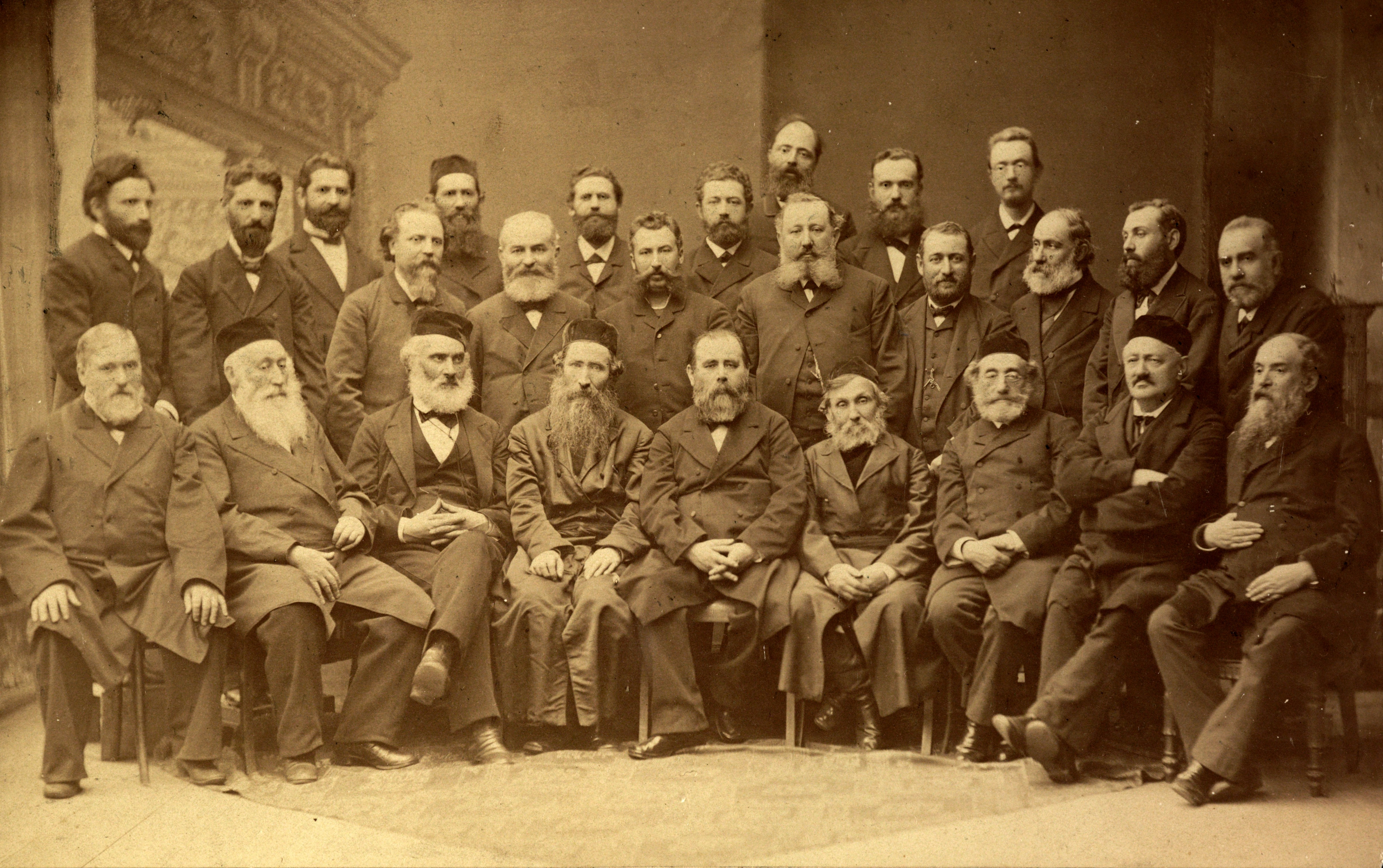
Delegacji na Konferencji w Katowicach w 1884 roku. W centrum siedzą Leon Pinsker i rabin Samuel Mohylewer

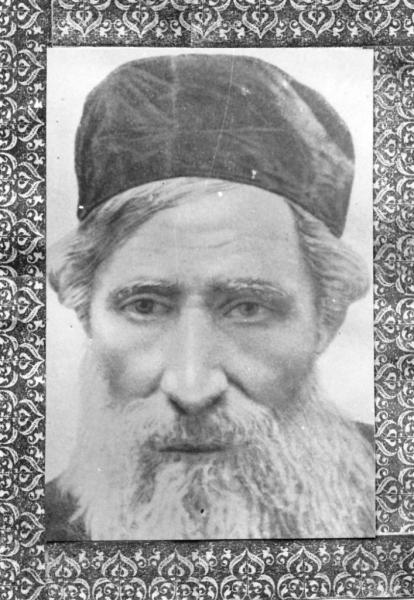
Rabin Samuel Mohylewer, 1896 rok

Samuel Mohylewer, Samuel Lejbowicz Molewer (ur. 25 kwietnia 1824 w Głębokiem, zm. 10 czerwca 1898 w Białymstoku) – ortodoksyjny rabin, wieloletni naczelny rabin białostockiej gminy żydowskiej, działacz społeczny, twórca i ideolog syjonizmu religijnego, jeden z założycieli organizacji Chowewej Syjon.

## Życiorys

### Dzieciństwo i młodość
Samuel urodził się w miejscowości Głębokie w Imperium rosyjskim (obecnie terytorium Białorusi). Pochodził z rabinackiej rodziny. Odebrał tradycyjne żydowskie wychowanie religijne. W wieku 15. lat ożenił się, a w 1842 roku wyjechał na studia do jesziwy w Wołożynie. W wieku 18 lat został wyświęcony przez rabina Icchaka z Wołożyna.

### Praca zawodowa
W kolejnych latach Mohylewer pracował jako rabin w różnych społecznościach żydowskich w zaborze rosyjskim. Na początku pracował w litewskiej osadzie Hluboka (1848–1856), potem w miejscowości Szaki (1856–1860). W przeciwieństwie do większości litewskich rabinów, Mohylewer nie utrzymywał się z rabinatu. Był zamożnym człowiekiem, zarządzającym firmą handlową i posiadającym własną posiadłość. Jako młody człowiek wyróżniał się w pracy publicznej. Zdobyte wówczas doświadczenie życiowe i wiedza były mu bardzo pomocne w pełnieniu późniejszych obowiązków.
W latach 1860–1868 pracował w Suwałkach, a następnie, w latach 1868–1883, pracował jako rabin w Radomiu. W latach 1872–1874 wśród rabinów i wykształconych żydowskich intelektualistów doszło do sporu o pozycję między tradycją a nowoczesną edukacją. Osoby zaangażowane w spór zwróciły się o opinię do Mohylewera. W 1873 roku wziął udział w spotkaniu rabinów i intelektualistów w Petersburgu. Wyraził on opinię, że Bóg ma dwie ulubienice, są nimi wiara i wiedza. W ten sposób zdołał wybudować pomost między oboma stronami sporu. W kolejnych latach Mohylewer publikował swoje poglądy w żydowskiej prasie. Przedstawił krytykę tradycyjnej ortodoksji, która unikała aktywności społecznej i nie angażowała się w sprawy Ziemi Izraela. W 1874 roku nawiązał kontakt z żydowskim filantropem Mosesem Montefiore. W jego imieniu nadzorował działanie specjalnego funduszu działającego na rzecz wspierania żydowskiej społeczności w Palestynie. Mohylewer nadzorował zbieranie środków finansowych, a następnie rozliczał ich wykorzystanie w Ziemi Izraela.

### Chowewej Syjon
W latach 1881–1882 zaangażował się w działalność organizacji Chowewej Syjon, tworząc jego struktury w Warszawie. W 1882 roku udał się do Cesarstwa Niemieckiego i Republiki Francuskiej, usiłując pozyskać zamożnych zachodnioeuropejskich Żydów do udzielenia wsparcia nowo tworzonemu ruchowi. Podjął szereg wysiłków zmierzających do znalezienia dobroczyńców, chcących wesprzeć osadnictwo żydowskie w Palestynie. Jednym z najważniejszych jego spotkań była rozmowa z baronem Edmondem Jamesem de Rothschildem. Baron po tym spotkaniu dołączył do grona filantropów zaangażowanych w niesienie wsparcia żydowskim osadom powstającym w Palestynie.
W 1883 roku Mohylewer został naczelnym rabinem Białegostoku. Prowadził tam działalność promującą syjonizm, nakłaniając białostockich Żydów do osiedlania się w kolonii Petach Tikwa w Palestynie. Był także założycielem uczelni rabinackiej i towarzystwa kredytowego w Białymstoku. Za jego pośrednictwem w 1890 roku białostoccy Żydzi uzyskali prawo do cmentarza przy ul. Wschodniej. Na jego cześć została nazwana reformowana synagoga Beit Szmuel przy ulicy Branickiego 3.
W dniach 6–11 listopada 1884 roku wziął udział w konferencji w Katowicach, która przez wielu jest spostrzegana jako założycielska organizacji Chowewej Syjon (Miłośnicy Syjonu). Mohylewer został honorowym przewodniczącym konferencji, a Leon Pinsker został wybrany prezesem organizacji. Na tymże spotkaniu zapadły decyzje o powrocie Żydów do Palestyny i o finansowym wspieraniu emigrantów. To wydarzenie zostało uznane za początek ruchu syjonistycznego, czego konsekwencją było powstanie w 1948 r. państwa Izrael.
W 1888 roku wyczerpany fizycznie i psychicznie Pinsker złożył rezygnację z ruchu. Wówczas Mohylewer przejął funkcję lidera organizacji. Był inicjatorem powołania komisji rabinackiej, mającej potwierdzić zgodność m.in. uprawy roli przez Żydów w Palestynie z judaistycznym prawem i tradycją. Dla Mohylewera główną motywacją był ruch Chowewej Syjon oraz idea kolonizacji żydowskiej w Ziemi Izraela. Uważał, że pracuje dla wszystkich części narodu żydowskiego, które będą mogły osiedlić się w Ziemi Izraela. Dlatego starał się, aby głoszone przez Chowewej Syjon idee dotarły do każdego zakątku Rosji, do wykształconych świeckich intelektualistów, prostych ubogich chłopów i ultra-ortodoksyjnych rabinów. Popierając zaangażowanie się każdego Żyda w działalność Chowewej Syjon, Mohylewer obserwował rozwój wpływów świeckich liderów, starając się nie dopuścić do pogwałcenia tradycyjnych wartości judaizmu. Starał się także o utrzymanie religijnych wpływów na pionierów osiedlających się w pierwszych koloniach w Palestynie.
W 1890 roku Mohylewer stanął na czele delegacji Chowewej Syjon, która udała się z Odessy do Palestyny w celu zbadania rozwoju akcji osiedleńczej. Menachem Usyszkin opisał tamtą podróż następującymi słowami: ...nigdy nie zapomnę twarzy tego starego wielkiego rabina (Mohylewer), siedzącego na pokładzie statku ze łzami płynącymi z oczu, i wewnętrzną radością wołającą: „Idę do Izraela w Izraelu!”... Delegacja przypłynęła do Jafy i spotkała się z przedstawicielami starego i nowego jiszuwu. Przez około miesiąc zwiedzano żydowskie kolonie, poznając kraj i panujące w nim warunki. Mohylewer został przez wszystkich przyjęty z wielkimi honorami. Po powrocie do Rosji, zachęcony Mohylewer z jeszcze większą energią działał na rzecz promowania idei osadnictwa żydowskiego w Palestynie. Wszystkie te działania napotykały jednak na poważne trudności. Największym problemem okazały się różnice kulturowe rosyjskich Żydów opuszczających swoje domy i przybywających w zupełnie nowe otoczenie na Bliskim Wschodzie. Wsparcie finansowe osiedli w Palestynie było niewielkie. Przyczyną były niewystarczające środki wpływające ze zbyt małych składek. Wysokie ceny gruntów i tureckie ograniczenia rządowe powodowały systematyczny spadek entuzjazmu. W rezultacie imigracja do Palestyny malała na rzecz wzrostu emigracji płynącej do Stanów Zjednoczonych. Ruch Chowewej Syjon był mały i miał ciągłe problemy z organizacją, brakiem uznania oraz wewnętrznymi sporami.
Gdy w 1896 roku Theodor Herzl opublikował swój słynny artykuł zatytułowany Państwo żydowskie (niem. Der Judenstaat), Mohylewer docenił tę publikację i poparł rodzący się nowy ruch syjonistyczny. W swoim liście zwrócił się do Herzla słowami: człowieka wskazanego wywyższył. Ze względu na słaby stan zdrowia nie mógł uczestniczyć w 1897 roku w Pierwszym Kongresie Syjonistycznym zwołanym w Bazylei. Jednak jego list został odczytany podczas ceremonii otwarcia kongresu. Wywarł on duże wrażenie na słuchaczach i został później przetłumaczony na kilka języków.
Szanowny panie, mój bracie, i wysocy dostojnicy, głowy z purpurą szlachetnych synów Syjonu, żyjcie wiecznie (...) Z głębi serca i mojej duszy modlę się do Pana Boga w niebie: Boże, proszę abyś prowadził obosiecznych emisariuszy ludu Twego, Izraela, w tym co będą mówić i aby uniknęli pułapek rzeczy będących przeciwko naszej świętej Torze lub wobec rządów Twoich. Daj im najlepsze umysły, daj im łaskę i przychylność w oczach królów, hrabiów i ministrów, z którymi będą się spotykać błagając ich o litość dla Twojego ludu i Twojego kraju. Proszę daj serce całemu Izraelowi, nowego ducha i wielką miłość Swojego ludowi i Twojemu kraju...
Głównym celem spotkania powinno być dążenie do skoncentrowania wszystkich naszych sił przed rządami, aby pozwolono naszym pracownikom kupować ziemię i bez przeszkód budować domy. Musimy spróbować i dołożyć wszelkich starań, aby uzyskać to pozwolenie, bo od tego zależy każda osada.
Podstawowym prawem Miłości Syjonu jest przekazywanie Tory z pokolenia na pokolenie, bez braków i dodatków. Mówię to często, bo Tora jest źródłem naszego życia i powinna być podstawowym prawem ziemi naszych przodków.
W ten sposób Mohylewer pokazywał swoją zdecydowaną postawę jako twórcy i ideologa syjonizmu religijnego. Odrzucał przy tym sprzeciwy niektórych rabinów, którzy twierdzili, że ruch syjonistyczny zaprzecza wierze w przyjście Mesjasza. Oświadczył im:
Nasza wiara i nasza nadzieja była taka sama wtedy i jest taka teraz, Mesjasz przyjdzie i zgromadzi rozproszonych Izraela do Izraela naszych ojców.
Na dwa dni przed swoją śmiercią, rabin Mohylewer napisał:
Podstawą narodowej pracy powinna być nasza święta Tora (...) Tak drodzy bracia, wiele pracy jest przed nami, musimy pracować, pracować bez wytchnienia i bez końca, musimy pracować razem, bez podziałów, pełni miłości i całkowitej odpowiedzialności.
Rabin Samuel Mohylewer zmarł 10 czerwca 1898 roku w Białymstoku. Został pochowany w Białymstoku. W 1991 roku jego szczątki zostały ekshumowane, przewiezione do Izraela i pochowane w Mazkeret Batja.

## Znaczenie
Współpracownicy Mohylewera kontynuowali swoją pracę po jego śmierci. Działalność ta była rozszerzana zwłaszcza wśród ortodoksyjnych Żydów, doprowadzając do utworzenia silnego ruchu syjonizmu religijnego. W rezultacie w 1902 roku powstała organizacja Mizrachi, będąca podstawą religijnego ruchu syjonistycznego.
Na cześć rabina Mohylewera nazwano izraelski kibuc Gan Szemu’el.